# Vile (album)

Vile este un album al trupei Cannibal Corpse lansat în 1996 prin casa de discuri Metal Blade Records.

## Piese
1. "Devoured by Vermin" – 3:13
2. "Mummified in Barbed Wire" – 3:09
3. "Perverse Suffering" – 4:14
4. "Disfigured" – 3:48
5. "Bloodlands" – 4:20
6. "Puncture Wound Massacre" – 1:41
7. "Relentless Beating" – 2:14
8. "Absolute Hatred" – 3:05
9. "Eaten from Inside" – 3:43
10. "Orgasm Through Torture" – 3:41
11. "Monolith" – 4:24
12. "The Undead Will Feast" – 2:53